# 岩崎学生寮
岩崎学生寮（いわさきがくせいりょう）は、東京都世田谷区北烏山にある学生寮。鹿児島県内の高等学校を卒業し、東京都および東京近郊の4年制大学に通う経済的に修学困難な学生のために、軽い負担で好適な学習環境の場を提供し、将来国家社会に貢献できる有能な人材を育成する目的で創設された。

## 沿革
- 1951年（昭和26年） - 岩崎産業株式会社創業者、岩崎與八郎によって創立
- 1952年（昭和27年） - 「財団法人 岩崎学生寮（後の「一般財団法人 岩崎育英奨学会」）」が、寮の管理団体として文部省(現在の文部科学省)に認可される。

## 寮内組織
寮生会
寮生総員によって構成される。
寮生会執行部
寮生会の中心となって活動する寮生会執行部は、寮のイベントの計画や予算作成等を行う。寮生会執行部は、寮長、副寮長、会計等の役職で構成される。
寮長は、寮生会の選挙によって選任される。また、その他の執行部役員は、寮長の指名によって寮生会から選ばれる。
代議員
寮内の各期より選ばれた代表者によって構成される。執行部の予算書類や、寮生のイベントに対する欠席届け等の審議を行う。

## 寮内行事
寮生総会
寮生会における寮内最高の意志決定機関である。
寮生総参加の下に開催され、寮内行事についての話し合い、寮内の様々な問題についての討論・決議や、寮長選挙の投票等を行う。
体育祭
寮祭

## アクセス
- 京王線千歳烏山駅またはJR東日本中央本線・京王井の頭線吉祥寺駅から小田急バス乗車、日本女子体育大前下車。

## その他
- 卒寮生に、柳田稔（元法務大臣）、二木啓孝（元日刊現代編集長）、浜田浩樹（渋谷区議会議員）などがいる。
- 日本女子体育大学に程近い住宅街の中にあるが、寮自体は雑木林に囲まれ、より一層閑静な佇まいである。
- いわさきグループの経営難により、現在は建物以外ほとんどの敷地が売却されている状態である。

岩崎学生寮の雑木林